# Grenze zwischen dem Sudan und dem Südsudan

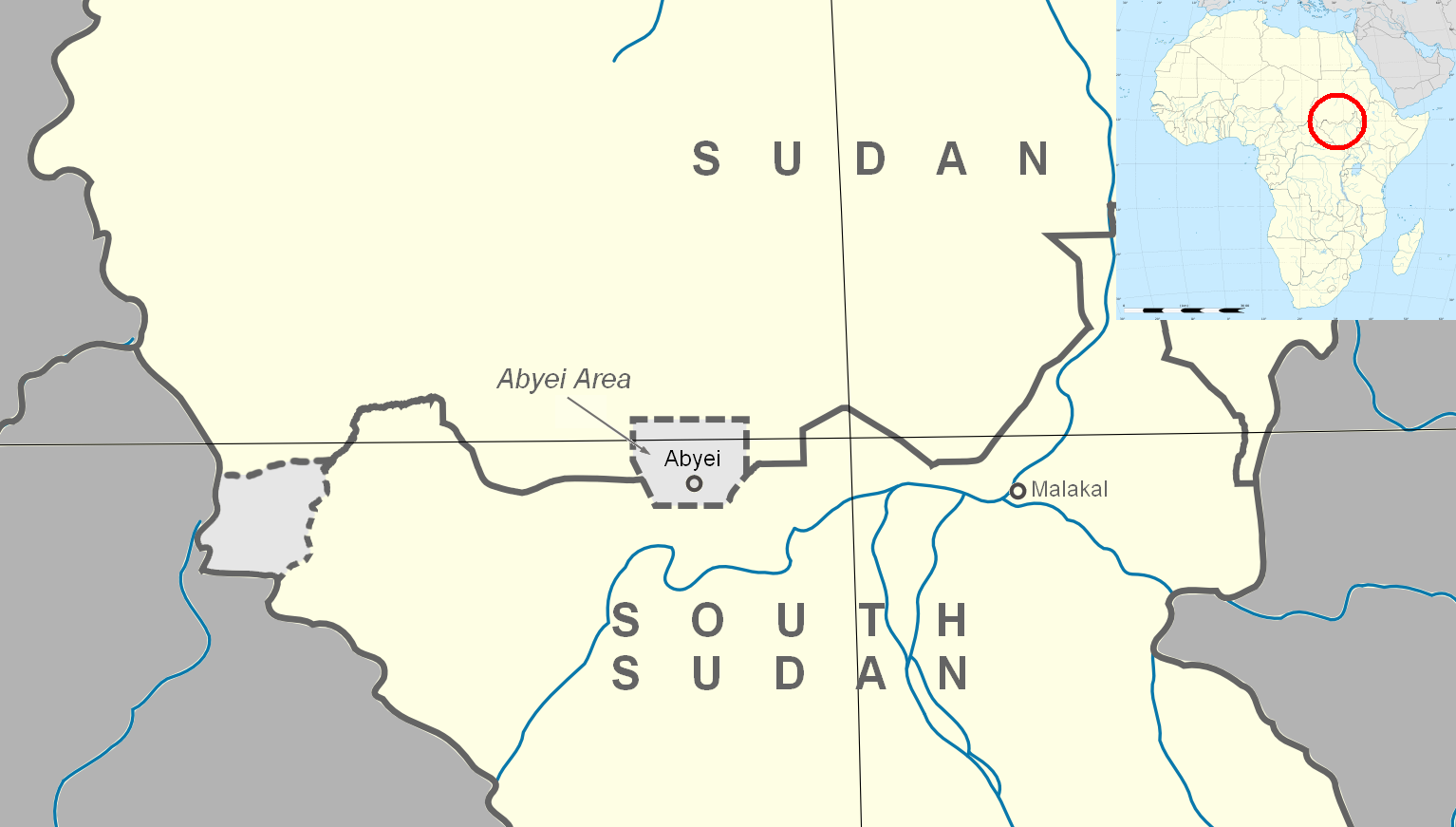
Karte des Grenzverlaufs mit den umstrittenen Gebieten von Kafia Kingi (links) und Abyei

Die Grenze zwischen dem Sudan und dem Südsudan ist die internationale Landgrenze zwischen den beiden Staaten. Ihre Länge wird mit 1937 oder 2158 km angegeben.

## Geschichte
Der Südsudan war bis zur Erlangung der Unabhängigkeit am 9. Juli 2011 Teil des seit 1956 unabhängigen Staats Sudan (zuvor Anglo-Ägyptischer Sudan). Mit der Unabhängigkeit entstand die internationale Grenze.

## Grenzverlauf
Die Grenze beginnt im Westen am Dreiländereck mit der Zentralafrikanischen Republik (9°40'12"N, 23°42'0"O) und verläuft zunächst nach Nordnordosten zum Bahr al-Arab, dem sie zunächst folgt, später aber südlich von ihm nach Südosten und sodann nach Osten folgt. Dabei entspricht sie der Grenze des sudanesischen Bundesstaats Dschanub Darfur (Süd-Darfur) gegen das südsudanesische Western Bahr al-Ghazal. Umstritten ist das Gebiet von Kafia Kingi, das unter der Verwaltung des Sudan steht. Die Grenze kreuzt dabei die als Teil der einst als Teil der Kap-Kairo-Linie errichteten Bahnstrecke Khartum – Wau (östlich davon das umstrittene Abiyei-Gebiet). Weiter führt sie in meist geraden, aber mehrfach die Richtung ändernden Streckenabschnitten generell nach Osten und trennt dabei den sudanesischen Bundesstaat Dschanub Kurdufan (Süd-kordofan) vom südsudanesischen, von 2015 bis 2020 aufgeteilten Northern Bahr al-Ghazal. Nordwestlich des schon am Weißen Nil gelegenen Malakal im südsudanesischen Bundesstaat Central Upper Nile schwenkt die Grenze nach Nordwesten um und führt westlich des Weißen Nils (an dem Kodok und Faschoda liegen) bis nahezu zum 12. nördlichen Breitengrad. Parallel zu diesem führt sie nach Osten zum Weißen Nil, folgt diesem nach Norden, führt weiter nach Osten und dann wieder nach Süden an der Grenze des sudanesischen Bundesstaats an-Nil al-azraq (Blauer Nil), damit einen weiten nördlichen Vorsprung des Südsudan bildend, bis zum Dreiländereck mit Äthiopien (9°30'0"N, 34°6'36"E).